# Juegos de la Micronesia 1998
Los Juegos de la Micronesia 1998, oficialmente llamados WCTC Shell Soccer Exhibition, fueron la primera edición de dicho torneo. Se disputó en la ciudad de Koror, Palaos.
La selección de Pohnpei no solo se compuso por jugadores provenientes del estado, sino que se reforzó con futbolistas provenientes de otros países que conservaban un lazo con Pohnpei.
Las Islas Marianas del Norte se proclamó campeón luego de vencer en la final 3-0 a Guam, que había finalizado en primer lugar en la primera ronda.

## Participantes
| Equipos participantes | Equipos participantes    | Equipos participantes |
| --------------------- | ------------------------ | --------------------- |
| Guam                  | Islas Marianas del Norte | Palaos A              |
| Palaos B              | Pohnpei                  | Yap                   |

## Resultados

### Primera ronda
| Equipo                 | Pts | PJ | PG | PE | PP | GF | GC | Dif |
| ---------------------- | --- | -- | -- | -- | -- | -- | -- | --- |
| Guam                   | 15  | 5  | 5  | 0  | 0  | 52 | 4  | 48  |
| Is. Marianas del Norte | 12  | 5  | 4  | 0  | 1  | 40 | 5  | 35  |
| Palaos B               | 9   | 5  | 3  | 0  | 2  | 27 | 20 | 7   |
| Palaos A               | 6   | 5  | 2  | 0  | 3  | 20 | 37 | -17 |
| Yap                    | 3   | 5  | 1  | 0  | 4  | 8  | 39 | -31 |
| Pohnpei                | 0   | 5  | 0  | 0  | 5  | 9  | 51 | -42 |

| Fecha       | Lugar |                          |                                     | Resultado |                                     |                          |
| ----------- | ----- | ------------------------ | ----------------------------------- | --------- | ----------------------------------- | ------------------------ |
| 27 de julio | Koror | Islas Marianas del Norte | Bandera de Islas Marianas del Norte | 8:0       | Bandera de Palaos                   | Palaos B                 |
| 27 de julio | Koror | Palaos A                 | Bandera de Palaos                   | 7:1       | Bandera de Yap                      | Yap                      |
| 27 de julio | Koror | Guam                     | Bandera de Guam                     | 16:1      | Bandera de Ponapé                   | Pohnpei                  |
| 28 de julio | Koror | Guam                     | Bandera de Guam                     | 4:0       | Bandera de Palaos                   | Palaos B                 |
| 28 de julio | Koror | Islas Marianas del Norte | Bandera de Islas Marianas del Norte | 8:0       | Bandera de Yap                      | Yap                      |
| 28 de julio | Koror | Palaos A                 | Bandera de Palaos                   | 7:1       | Bandera de Ponapé                   | Pohnpei                  |
| 30 de julio | Koror | Guam                     | Bandera de Guam                     | 2:1       | Bandera de Islas Marianas del Norte | Islas Marianas del Norte |
| 30 de julio | Koror | Palaos B                 | Bandera de Palaos                   | 8:3       | Bandera de Palaos                   | Palaos A                 |
| 30 de julio | Koror | Yap                      | Bandera de Yap                      | 4:3       | Bandera de Ponapé                   | Pohnpei                  |
| 31 de julio | Koror | Guam                     | Bandera de Guam                     | 15:0      | Bandera de Yap                      | Yap                      |
| 31 de julio | Koror | Islas Marianas del Norte | Bandera de Islas Marianas del Norte | 12:1      | Bandera de Palaos                   | Palaos A                 |
| 31 de julio | Koror | Palaos B                 | Bandera de Palaos                   | 13:2      | Bandera de Ponapé                   | Pohnpei                  |
| 1 de agosto | Koror | Guam                     | Bandera de Guam                     | 15:2      | Bandera de Palaos                   | Palaos A                 |
| 1 de agosto | Koror | Palaos B                 | Bandera de Palaos                   | 6:3       | Bandera de Yap                      | Yap                      |
| 1 de agosto | Koror | Islas Marianas del Norte | Bandera de Islas Marianas del Norte | 11:2      | Bandera de Ponapé                   | Pohnpei                  |

### Quinto puesto
| Fecha       | Lugar |     |                | Resultado |                   |         |
| ----------- | ----- | --- | -------------- | --------- | ----------------- | ------- |
| 3 de agosto | Koror | Yap | Bandera de Yap | 5:4       | Bandera de Ponapé | Pohnpei |

### Tercer puesto
| Fecha       | Lugar |          |                   | Resultado |                   |          |
| ----------- | ----- | -------- | ----------------- | --------- | ----------------- | -------- |
| 3 de agosto | Koror | Palaos A | Bandera de Palaos | 6:3       | Bandera de Palaos | Palaos B |

### Final
| Fecha       | Lugar |                          |                                     | Resultado |                 |      |
| ----------- | ----- | ------------------------ | ----------------------------------- | --------- | --------------- | ---- |
| 3 de agosto | Koror | Islas Marianas del Norte | Bandera de Islas Marianas del Norte | 3:0       | Bandera de Guam | Guam |

| Bandera de Islas Marianas del Norte |
| Campeón Islas Marianas del Norte    |
| Primer título                       |